# Brahms-Museum (Mürzzuschlag)
Het Brahms-Museum is een museum in Mürzzuschlag in de Oostenrijkse deelstaat Stiermarken. Het is gewijd aan de componist Johannes Brahms.

## Collectie
In het museum is onder meer een vleugel van het merk Streicher te zien. Hiermee speelde Brahms zijn enige plaatopname in. Het betrof een Hongaarse dans die op een wascilinder werd gezet. Er zijn ook allerlei andere persoonlijke bezittingen te zien, waaronder dagboeken en brieven.
Verder worden foto's getoond, zijn er opnames van zijn muziek te horen en kan er gebladerd worden door originele documenten. In het museum is ook de verzameling met mineraalstenen van Brahms te zien en een historische modelspoorlijn. Voor kinderen is er nog een educatieve Brahmsweg aangelegd.
Jaarlijks wordt in september het Muzikfest Brahms gehouden in Mürzzuschlag.

## Geschiedenis
Brahms heeft langere tijd doorgebracht in Opper-Stiermarken en verbleef opgeteld negen maanden in het stadje Mürzzuschlag tijdens de zomers van 1884 en 1885. Hier schreef hij ook zijn vierde symfonie en rond dertig liedjes en koorwerken.
Het museum werd in september 1991 opgericht door de Oostenrijkse Brahmsvereniging.